# Meddens

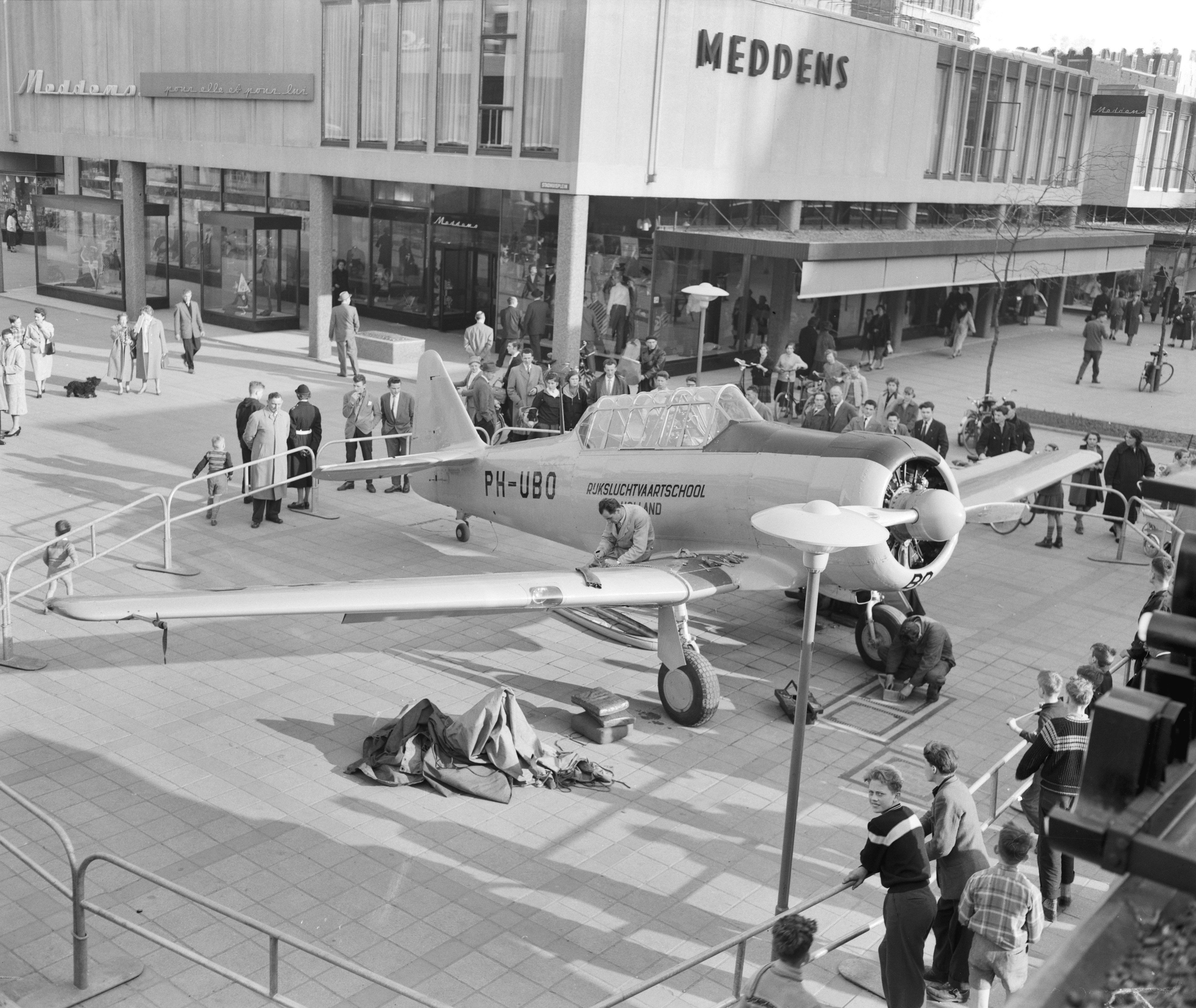
Modenhuis Meddens aan de Lijnbaan in Rotterdam (1957).

Meddens was een winkelketen in de mode met vestigingen in Amsterdam, (Heiligeweg), Arnhem, Den Haag, Haarlem, Hilversum, Leidschendam en Rotterdam. 
De eerste vestiging werd op 1 mei 1830 te Rotterdam geopend door Bernard I. Meddens. Het bedrijf spitste zich op dat moment toe op de vervaardiging van korsetten. In 1923 werd Jan Giesbers (neef van Meddens) directeur van de keten en bouwde het bedrijf verder uit. Tot aan de opheffing in 2011 is het vijf generaties lang een familiebedrijf gebleven.
In 1980 werd het predicaat Koninklijk toegekend aan de onderneming.
Door een drastische terugval van de omzet en een niet succesvolle reorganisatie in 2009 werd eind 2010 bekend dat Meddens zou gaan afbouwen. Eind maart 2011 waren alle vestigingen gesloten behalve die in Den Haag, die nog tot en met 3 april van dat jaar openbleef, waarna ook deze vestiging voorgoed haar deuren sloot.